# 牧穂エミ
牧穂 エミ（まきほ えみ、1964年9月21日 - ）は、日本の作詞家。東京都品川区出身。血液型はAB型。東放ミュージックカレッジ講師。吉本興業所属。

## 人物
神奈川県立川崎北高等学校卒業。高校生の時、東京音楽学院（スクールメイツ）に合格。バックダンサーや番組アシスタントなどで活動。その後、歌手のツアーにコーラス、レコーディングにコーラスとして参加。1993年、中村彩花の「遥かなる時を越えて」のC/W曲「もう少しだけ素直になれたら」で作曲家デビュー。1995年、酒井法子の「碧いうさぎ」で作詞家デビュー。

## ディスコグラフィー

### アルバム
1. aromatister（1996/06/21）

## 楽曲提供

### 作詞
- Aisha「Basic Mind」
- Aice5 「Natural Fly」「Re.MEMBER」
- 嵐「はなさない!」
- 飯田圭織「愛のコトバ」
- 宇都宮隆「少年」「見えない灼熱」「Peace of mind」「Howling」「Changing the times」「ONE NIGHT STAND」「Blue Pain」「Fanscinate you」「WAKE UP」「Precious」「NAME」「蒼〜sou〜」「NONFICTION」「Still…」「Bad Gentleman」
- 佳苗「この地球が果てるまで」「またいつか逢えたなら」「悲しみから瞳をそらさないで」「君に逢える日」 「あなたの笑顔待ってる」「約束だよ!」「ふたりだけのDistance」「信じられない」「To You…」「"Kyun"」「Kitto…」
- KinKi Kids「No Control」
- GREEN FIELDS「Boys be ambitious!」
- 栗林誠一郎「Words」「ポトス」「Precious Time」「翻弄」「So good!」「Bad Position」「何故」「Priority」「Bracing wind」「こんなの愛じゃない」
- 小畑由香里「なんとなく」
- 酒井法子「碧いうさぎ」
- JUJU「また明日...」
- 白石涼子「大事▼Da・I・Ji」（duet with 佐伯美愛）
- SKOOP「壊したい」
- TWINZER「Under The Water」
- TRF「Meltin' you」
- 徳永愛「Pa・Pa・Do・Wa」「また明日」
- DROPS「あなたが...すき」「バカップル」
- NO PLAN「○（マル）あげよう」（NO PLANとの共作）
- FIELD OF VIEW「Wake Up!!」
- Prits「ダイスキ!!」
- FLAME「離したくはない」
- 平家みちよ「ダイキライ」「強くならなくちゃ…ね」「だけど 愛しすぎて」「深呼吸しよう!!」「アナタの夢になりたい」「春だよ」
- MANISH「この一瞬という永遠の中で」
- 真野恵里菜「あなたがいるから」
- メロン記念日「愛してはいけない…」
- リュ・シウォン「明日になっても…」「希望」
- レイジー「Pray」「My Rest Pose」

### 作曲
- 中原薫「見つめあう瞳があるから」（作詞は小田佳奈子）
- 中村彩花「もう少しだけ素直になれたら」（作詞は中村彩花）

## レコーディング参加
- 織田哲郎『咲き誇れ愛しさよ』（Winkのカバー曲）
- KEY WEST CLUB『UNBELIEVABLE』
- KIX-S『VIRGINITY』
- Quncho『GROOVIN』
- ZARD『TODAY IS ANOTHER DAY』他
- 高田純次&近藤房之助『白いブランコでおやすみ』
- TUBE 『湘南』（EMIKO MAKI名義）『浪漫の夏』『恋してムーチョ』『Melodies & Memories』他
- TWINZER『HOT TIME』
- 中原薫『淋しがりや ふたりぼっち』
- PAMELAH『I FEEL DOWN』
- 前田亘輝 『Merry Christmas To You』『そばにいるよ』他
- MANISH『INDIVIDUAL』
- 柳原愛子『innocent color』

## ライブツアー参加
- TUBE
  - 「LIVE AROUND'91 楽園宣言」：コーラス参加（1991年）
  - 「LIVE AROUND SPECIAL'91 猛烈残暑」：コーラス（1991年）
  - 「LIVE AROUND'92 I Love Your Smile」：コーラス（1992年）